# Зала слави UFC
Зала слави UFC (англ. UFC Hall of Fame) — умовна категорія, до якої відноситься група осіб, чий внесок в історію Абсолютного бійцівського чемпіонату (англ. UFC) є особливим або винятковим. Занесення імені персони до Зали слави UFC є особливою честю у світі змішаних бойових мистецтв.
Станом на травень 2010 року до Зали слави UFC включені імена одинадцяти особистостей (в порядку включення): Хойса Ґрейсі, Кена Шемрока, Дена Северна, Ренді Кутюра, Марка Колмена, Чака Ліделла, Чарльза Льюїса, Метта Х'юза, Тіто Ортіса, Форреста Гріффіна та Стефана Боннара.
Попри те, що критерії значимості внеску членів Зали слави не оголошувались адміністрацією UFC, незалежна спортивна преса піддавала критиці занесення до списку деяких не вельми видатних спортсменів, зокрема Гріффіна та ще більшою мірою — Боннара.

## Зала слави UFC

### Ройс Ґрейсі
- Місце народження:  Ріо-де-Жанейро, Бразилія
- Дата народження: 12 грудня 1966
- Вид діяльності: спорт
- Спеціалізація: бразильське дзюдзюцу
- Дата включення: 21 листопада 2003[3]

Бразильський спортсмен, спеціаліст зі змішаних бойових мистецтв загалом і бразильського дзюдзюцу зокрема. Чемпіон 1-го, 2-го і 4-го турнірів UFC. Своєю участю у турнірних змаганнях на початку існування UFC докорінно змінив суспільні уявлення про техніку і методику проведення боїв змішаного стилю. Популяризував бразильське дзюдзюцу як самостійний вид боротьби і дзюдзюцу Ґрейсі як її стиль.

### Кен Шемрок
- Місце народження:  Мейкон, Джорджія,  США
- Дата народження: 11 лютого 1964
- Вид діяльності: спорт
- Спеціалізація: вільна боротьба, шутфайтинг, реслінг
- Дата включення: 21 листопада 2003[3]

Американський спортсмен, ветеран змішаних бойових мистецтв, титулований реслер. Інтернаціональний чемпіон з реслінгу за версією WWF. Чемпіон світу з панкратіону за версією Pancrase. Чемпіон світу зі змішаних єдиноборств за версією WMMAA. Брав участь у найперших турнірних змаганнях UFC, вигравав головні бої турнірів (т.з. супербої) проти видатних бійців того часу.

### Ден Северн
- Місце народження:  Флінт, Мічиган,  США
- Дата народження: 8 червня 1958
- Вид діяльності: спорт
- Спеціалізація: вільна боротьба
- Дата включення: 16 квітня 2005[4]

Американський спортсмен, ветеран змішаних єдиноборств, професійний борець. Один із найстарших діючих бійців в змішаних бойових мистецтвах. Віце-чемпіон 4-го турніру UFC, чемпіон 5-го турніру UFC, чемпіон турніру «Ultimate Ultimate 1995». Золотий медаліст кубку Канади із вільної боротьби. Чемпіон з реслінгу за версією NWA.

### Ренді Кутюр
- Місце народження:  Еверет, Вашингтон, США
- Дата народження: 22 червня 1963
- Вид діяльності: спорт, культура
- Спеціалізація: греко-римська боротьба, бокс
- Дата включення: 24 червня 2006[5]

Американський спортсмен, професійний борець, спеціаліст зі змішаних бойових мистецтв, актор, культурний діяч. Чотириразовий чемпіон США із греко-римської боротьби. П’ятиразовий чемпіон світу зі змішаних бойових мистецтв за версією UFC: двічі у напівважкій і тричі у важкій ваговій категорії. Чемпіон 13-го турніру UFC. Абсолютний рекордсмен за кількістю титулів (5), кількістю титульних боїв (15), єдиний спортсмен, який володів чемпіонськими поясами і в напівважкій і в важкій ваговій категорії, найстарший чемпіон в історії UFC (45 років).

### Марк Колмен
- Місце народження:  Фремонт, Огайо, США
- Дата народження: 12 грудня 1964
- Вид діяльності: спорт
- Спеціалізація: вільна боротьба
- Дата включення: 24 червня 2006[6]

Американський спортсмен, професійний борець, спеціаліст зі змішаних бойових мистецтв. Колишній член олімпійської збірної США з вільної боротьби. Віце-чемпіон світу з вільної боротьби у важкій ваговій категорії за версією FILA. Переможець першого Гран-прі PRIDE. Чемпіон 10-го і 11-го турнірів UFC, перший чемпіон світу зі змішаних бойових мистецтв у важкій ваговій категорії в історії UFC.

### Чак Ліделл
- Місце народження:  Санта-Барбара , Каліфорнія, США
- Дата народження: 17 грудня 1969
- Вид діяльності: спорт
- Спеціалізація: кікбоксинг, карате
- Дата включення: 10 липня 2009[7]

Американський спортсмен. Чемпіон світу зі змішаних бойових мистецтв у напівважкій ваговій категорії за версією UFC. Ветеран Абсолютного бійцівського чемпіонату і один із найпотужніших нокаутерів в його історії. Докладав зусиль до популяризації змішаних єдиноборств в суспільстві.

### Чарльз Льюїс
- Місце народження:  США
- Дата народження: 23 червня 1963
- Дата смерті: 11 березня 2009
- Вид діяльності: спорт, культура
- Спеціалізація: бізнес, телебачення
- Дата включення: 10 липня 2009[7]

Американський бізнесмен і промоутер, ведучий телешоу. Власник компанії «Tapout», що займалася виробництвом спортивного спорядження для змішаних єдиноборств. Популяризував змішані  бойові мистецтва в суспільстві, вів тематичні передачі і телешоу. Перший і єдиний не спортсмен у Залі слави UFC. Включений посмертно.

### Метт Х'юз
- Місце народження:  Хіллсборо, Іллінойс, США
- Дата народження: 13 жовтня 1973
- Вид діяльності: спорт
- Спеціалізація: вільна боротьба
- Дата включення: 28 травня 2010[8]

Американський спортсмен. Дворазовий чемпіон світу зі змішаних бойових мистецтв у напівсередній ваговій категорії за версією UFC. Найбільш домінуючий чемпіон в історії UFC. На момент включення до Зали слави Х'юзу належав рекорд за кількістю перемог в UFC — 18.

### Тіто Ортіс
- Місце народження:  Санта-Ана, Каліфорнія, США
- Дата народження: 23 січня 1975
- Вид діяльності: спорт
- Спеціалізація: боротьба, кікбоксинг
- Дата включення: 6 липня 2012[10]

Американський спортсмен мексиканського походження. Чемпіон світу зі змішаних бойових мистецтв у напівважкій ваговій категорії за версією UFC. На момент включення до Зали слави Ортісу належав рекорд за кількістю боїв та сумарною тривалістю боїв, проведених в октагоні UFC. Свій чемпіонський титул Тіто Ортіс захищав 5 разів, і володів ним понад 3 роки, що також було рекордом.

### Форрест Гріффін
- Місце народження:  Колумбус, Огайо, США
- Дата народження: 1 липня 1979
- Вид діяльності: спорт
- Спеціалізація: кікбоксинг, бразильське дзюдзюцу
- Дата включення: 6 липня 2013[11]

Американський спортсмен. Чемпіон світу зі змішаних бойових мистецтв у напівважкій ваговій категорії за версією UFC. Переможець першого сезону реаліті-шоу «Абсолютний боєць». Учасник дилогії боїв «Гріффін — Боннар», перший бій якої прийнято вважати таким, що змінив історію UFC, привернувши широкі кола глядачів до турнірів чемпіонату.

### Стефан Боннар
- Місце народження:  Манстер, Індіана, США
- Дата народження: 4 квітня 1977
- Вид діяльності: спорт
- Спеціалізація: кікбоксинг, бразильське дзюдзюцу
- Дата включення: 6 липня 2013[11]

Американський спортсмен. Призер першого сезону реаліті-шоу «Абсолютний боєць». До Зали слави включений як учасник дилогії боїв «Гріффін — Боннар», перший бій якої прийнято вважати таким, що змінив історію UFC, привернувши широкі кола глядачів до турнірів чемпіонату.